# Хостомице (Бероун)
Хостомице (чеш. Hostomice) град је у Чешкој Републици. Град се налази у управној јединици Средњочешки крај, у оквиру којег припада округу Бероун.

## Становништво
Према подацима о броју становника из 2014. године град је имао 1.699 становника.